# 山口直昭
山口 直昭（やまぐち なおあき、1856年 - 没年不明）は、日本の建築家。代表建築物に秋田銀行本店本館（現・秋田市立赤れんが郷土館）、秋田県公会堂がある。

## 略歴
- 1882年（明治15年) 工部美術学校[1]彫刻学科卒業。
- 1887年（明治20年) 臨時建築局雇となり、ついで内務省土本局雇として裁判町新築工事の製図を担当[1]。その後、台湾総督府民政局技手、兵庫県工手、秋田県工師をつとめる[1]。
- 1905年（明治38年) 東宮御所御造営局御用掛[1]。設計関係業務に従事[1]。
- 1906年（明治39年) 辞任[1]。

## 代表建築物
- 秋田銀行本店本館（秋田市立赤れんが郷土館）

1912年（明治45年）の竣工、内装は星野男三郎が担当。戦後、一時的にアメリカ進駐軍や日本銀行秋田支店が利用していた。
1994年（平成6年）に重要文化財に指定。
- 秋田県公会堂

1905年（明治38年）の竣工。
- 伊勢神宮皇學館大学本館

1919年（大正8年）の竣工。